# Farey-Folge
Eine Farey-Folge (mathematisch unkorrekt auch Farey-Reihe oder einfach Farey-Brüche) ist in der Zahlentheorie eine geordnete Menge der vollständig gekürzten Brüche zwischen 0 und 1, deren jeweiliger Nenner den Index N nicht übersteigt. Benannt sind die Farey-Folgen nach dem britischen Geologen John Farey Sr., der diese Anordnung der Brüche 1816 vorschlug. Augustin Louis Cauchy griff das auf und benannte die Folgen nach Farey. Tatsächlich hatte aber ein Franzose namens Haros einige grundlegende Eigenschaften dieser Folge schon 1802 veröffentlicht, wovon aber erst später Notiz genommen wurde.

## Formale Definition
Eine Farey-Folge {\displaystyle N}-ter Ordnung {\displaystyle F_{N}} ist eine geordnete Menge von Brüchen {\displaystyle {\frac {p_{i}}{q_{i}}}} mit {\displaystyle p_{i}\leq q_{i}\leq N}, {\displaystyle i\in I}, {\displaystyle \operatorname {ggT} (p_{i},q_{i})=1} mit {\displaystyle I} Indexmenge und {\displaystyle p_{i},q_{i},N\in \mathbb {N} }, so dass
{\displaystyle {\frac {p_{i}}{q_{i}}}<{\frac {p_{j}}{q_{j}}}} für alle {\displaystyle i<j} gilt.

## Beispiele
{\displaystyle F_{1}=\left({\frac {0}{1}},{\frac {1}{1}}\right)}
{\displaystyle F_{2}=\left({\frac {0}{1}},{\frac {1}{2}},{\frac {1}{1}}\right)}
{\displaystyle F_{3}=\left({\frac {0}{1}},{\frac {1}{3}},{\frac {1}{2}},{\frac {2}{3}},{\frac {1}{1}}\right)}
{\displaystyle F_{4}=\left({\frac {0}{1}},{\frac {1}{4}},{\frac {1}{3}},{\frac {1}{2}},{\frac {2}{3}},{\frac {3}{4}},{\frac {1}{1}}\right)}
{\displaystyle F_{5}=\left({\frac {0}{1}},{\frac {1}{5}},{\frac {1}{4}},{\frac {1}{3}},{\frac {2}{5}},{\frac {1}{2}},{\frac {3}{5}},{\frac {2}{3}},{\frac {3}{4}},{\frac {4}{5}},{\frac {1}{1}}\right)}
{\displaystyle F_{6}=\left({\frac {0}{1}},{\frac {1}{6}},{\frac {1}{5}},{\frac {1}{4}},{\frac {1}{3}},{\frac {2}{5}},{\frac {1}{2}},{\frac {3}{5}},{\frac {2}{3}},{\frac {3}{4}},{\frac {4}{5}},{\frac {5}{6}},{\frac {1}{1}}\right)}.
Die ersten 8 Folgen in einer strukturierten Darstellung:
```
F1 = {0   ·    ·    ·    ·    ·    ·    ·    ·    ·    ·    ·    ·    ·    ·    ·    ·    ·    ·    ·    ·    ·   1}
F2 = {0   ·    ·    ·    ·    ·    ·    ·    ·    ·    ·   1/2   ·    ·    ·    ·    ·    ·    ·    ·    ·    ·   1}
F3 = {0   ·    ·    ·    ·    ·    ·   1/3   ·    ·    ·   1/2   ·    ·    ·   2/3   ·    ·    ·    ·    ·    ·   1}
F4 = {0   ·    ·    ·    ·   1/4   ·   1/3   ·    ·    ·   1/2   ·    ·    ·   2/3   ·   3/4   ·    ·    ·    ·   1}
F5 = {0   ·    ·    ·   1/5  1/4   ·   1/3   ·   2/5   ·   1/2   ·   3/5   ·   2/3   ·   3/4  4/5   ·    ·    ·   1}
F6 = {0   ·    ·   1/6  1/5  1/4   ·   1/3   ·   2/5   ·   1/2   ·   3/5   ·   2/3   ·   3/4  4/5  5/6   ·    ·   1}
F7 = {0   ·   1/7  1/6  1/5  1/4  2/7  1/3   ·   2/5  3/7  1/2  4/7  3/5   ·   2/3  5/7  3/4  4/5  5/6  6/7   ·   1}
F8 = {0  1/8  1/7  1/6  1/5  1/4  2/7  1/3  3/8  2/5  3/7  1/2  4/7  3/5  5/8  2/3  5/7  3/4  4/5  5/6  6/7  7/8  1}
```

## Konstruktion
Für gegebenes {\displaystyle N>2} erhält man den Bruch {\displaystyle {\frac {p_{i}}{q_{i}}}} der Folge {\displaystyle F_{N}} aus den letzten beiden Brüchen derselben Folge:
{\displaystyle {\begin{array}{lcl}p_{1}&=&0\\q_{1}&=&1\\p_{2}&=&1\\q_{2}&=&N\\p_{i}&=&\left\lfloor {\frac {q_{i-2}+N}{q_{i-1}}}\right\rfloor p_{i-1}-p_{i-2}\\q_{i}&=&\left\lfloor {\frac {q_{i-2}+N}{q_{i-1}}}\right\rfloor q_{i-1}-q_{i-2}\\\end{array}}}

Dabei bedeuten die unten eckigen Klammern ein Abrunden. Mit Integer-Arithmetik wird bei Division implizit abgerundet, so dass man beispielsweise in Java die Berechnung ohne explizites Abrunden programmieren kann:
```
public
 
class
 
FareySequence
 
{

	
@FunctionalInterface

	
public
 
static
 
interface
 
BiIntConsumer
 
{

		
void
 
accept
(
int
 
p
,
 
int
 
q
);

	
}

	
public
 
static
 
void
 
forEach
(
int
 
n
,
 
BiIntConsumer
 
consumer
)
 
{

		
int
 
p__
 
=
 
0
;
 
// p_{i-2} = p_1

		
int
 
q__
 
=
 
1
;
 
// q_{i-2} = q_1

		
int
 
p_
 
=
 
1
;
 
// p_{i-1} = p_2

		
int
 
q_
 
=
 
n
;
 
// q_{i-1} = q_2

		
consumer
.
accept
(
p__
,
 
q__
);

		
consumer
.
accept
(
p_
,
 
q_
);

		
while
 
((
q_
 
!=
 
1
))
 
{

			
int
 
p
 
=
 
((
q__
 
+
 
n
)
 
/
 
q_
)
 
*
 
p_
 
-
 
p__
;
 

			
int
 
q
 
=
 
((
q__
 
+
 
n
)
 
/
 
q_
)
 
*
 
q_
 
-
 
q__
;

			
p__
 
=
 
p_
;

			
p_
 
=
 
p
;

			
q__
 
=
 
q_
;

			
q_
 
=
 
q
;

			
consumer
.
accept
(
p
,
 
q
);

		
}

	
}

	
// Beispiel Verwendung:

	
public
 
static
 
void
 
main
(
String
[]
 
args
)
 
{

		
FareySequence
.
forEach
(
8
,(
p
,
 
q
)
 
->
 
System
.
out
.
print
(
p
 
+
 
"/"
 
+
 
q
+
", "
));

		
// Ausgabe: 0/1, 1/8, 1/7, 1/6, 1/5, 1/4, 2/7, 1/3, 3/8, 2/5, 3/7, 1/2, 4/7, 3/5, 5/8, 2/3, 5/7, 3/4, 4/5, 5/6, 6/7, 7/8, 1/1, 

	
}

}

```

## Eigenschaften
Die Mächtigkeit einer Farey-Folge zum Index N ist gleich der Mächtigkeit der Vorgängerfolge zum Index N-1 addiert mit dem Wert der Eulerschen φ-Funktion für N:
{\displaystyle |F_{N}|=|F_{N-1}|+\varphi (N)}.
Bei zwei aufeinander folgenden Brüchen {\displaystyle {\tfrac {a}{b}}} und {\displaystyle {\tfrac {c}{d}}} einer Farey-Folge ergeben die Produkte a·d und b·c zwei aufeinander folgende Zahlen. Man kann auch schreiben:
{\displaystyle {\begin{vmatrix}a&c\\b&d\end{vmatrix}}=ad-bc=-1}.
Sind umgekehrt {\displaystyle {\tfrac {a}{b}}} und {\displaystyle {\tfrac {c}{d}}} zwei Brüche mit {\displaystyle 0\leq {\tfrac {a}{b}}<{\tfrac {c}{d}}\leq 1} und {\displaystyle ad-bc=-1}, so handelt es sich um Nachbarn bis zur Farey-Folge {\displaystyle F_{b+d-1}}, mit anderen Worten: Jeder dazwischen liegende Bruch {\displaystyle {\tfrac {p}{q}}} hat einen Nenner {\displaystyle q\geq b+d}. In der Tat müssen nämlich die Zähler der positiven Brüche {\displaystyle {\tfrac {p}{q}}-{\tfrac {a}{b}}={\tfrac {bp-aq}{qb}}} und {\displaystyle {\tfrac {c}{d}}-{\tfrac {p}{q}}={\tfrac {cq-dp}{dq}}} positive ganze Zahlen sein, also {\displaystyle bp-aq\geq 1} und {\displaystyle cq-dp\geq 1}.
Hieraus folgt
{\displaystyle q=(bc-ad)\cdot q=b\cdot (cq-dp)+d\cdot (bp-aq)\geq b+d}.
Ebenso folgt
{\displaystyle p=(bc-ad)\cdot p=c\cdot (bp-aq)+a\cdot (cq-dp)\geq c+a}.
Beide Ungleichungen werden scharf genau für die Farey-Summe {\displaystyle {\tfrac {p}{q}}={\tfrac {a+c}{b+d}}}.

## Farey-Folgen und Riemannvermutung
Jérôme Franel bewies 1924 (ergänzt durch Edmund Landau), dass die Riemannvermutung zu einer Aussage über Farey-Reihen äquivalent ist.
Seien {\displaystyle \{a_{k,n}:k=0,1,\ldots ,m_{n}\}} die Elemente der n-ten Farey-Folge {\displaystyle F_{n}} und sei {\displaystyle d_{k,n}=a_{k,n}-k/m_{n}} der Abstand zwischen dem k-ten Term der n-ten Fareyfolge und dem k-ten Term der äquidistanten Punktreihe im Einheitsintervall mit derselben Anzahl von Termen wie die n-te Fareyfolge. Franel bewies dann die Äquivalenz der Riemannhypothese zu (verwendet werden die Landau-Symbole):
{\displaystyle \sum _{k=1}^{m_{n}}d_{k,n}^{2}={\mathcal {O}}(n^{r})\quad \forall r>-1}
und Landau bemerkte, dass die Riemannhypothese dann auch zu
{\displaystyle \sum _{k=1}^{m_{n}}|d_{k,n}|={\mathcal {O}}(n^{r})\quad \forall r>1/2}
äquivalent ist.